# Fujifilm G-Bajonett

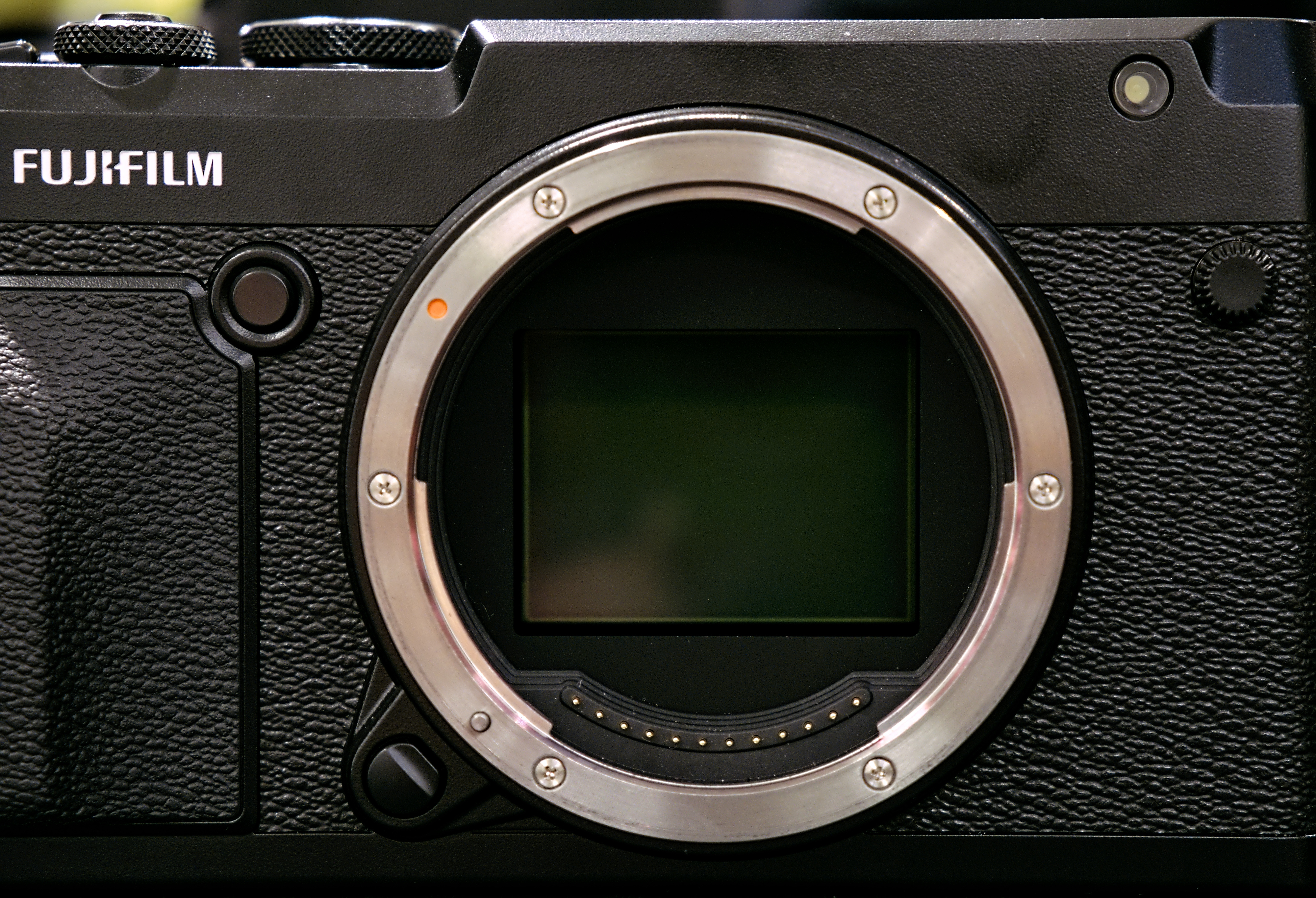
G-Bajonettaufnahme einer Fujifilm-GFX 50R-Kamera

Das G-Bajonett ist ein Objektivbajonettsystem des japanischen Herstellers Fujifilm. Zu diesem digitalen Kamerasystem gehören die seit Februar 2017 erhältlichen Mittelformatkameragehäuse der Baureihe GFX mit einem Sensor im Format 43,8 mm × 32,9 mm. Der Formatfaktor (englisch crop factor) bezogen auf das „Vollformat“ (Kleinbildformat) beträgt ca. 0,79.
Das Auflagemaß beträgt 26,7 mm und der Innendurchmesser 65 mm. Die Informations- und Energieübertragung erfolgt rein elektrisch über 12 Kontakte.

## Kameras (Stand: 2023)
Fujifilm bietet sechs Kameras mit dem G-Bajonett an:
- Fujifilm GFX 50S (2017)
- Fujifilm GFX 50S II[2] (2021)
- Fujifilm GFX 50R[3] (2018)
- Fujifilm GFX 100[4] (2019)
- Fujifilm GFX 100S[5] (2021)
- Fujifilm GFX 100S II (2024)
- Fujifilm GFX 100 IR für Infrarotfotografie, forensische und wissenschaftliche Zwecke[6] (2021)
- Fujifilm GFX 100 II (2023)

## Objektive
Für das G-Bajonett sind folgende Objektive verfügbar (Stand Januar 2025):

### Originalobjektive

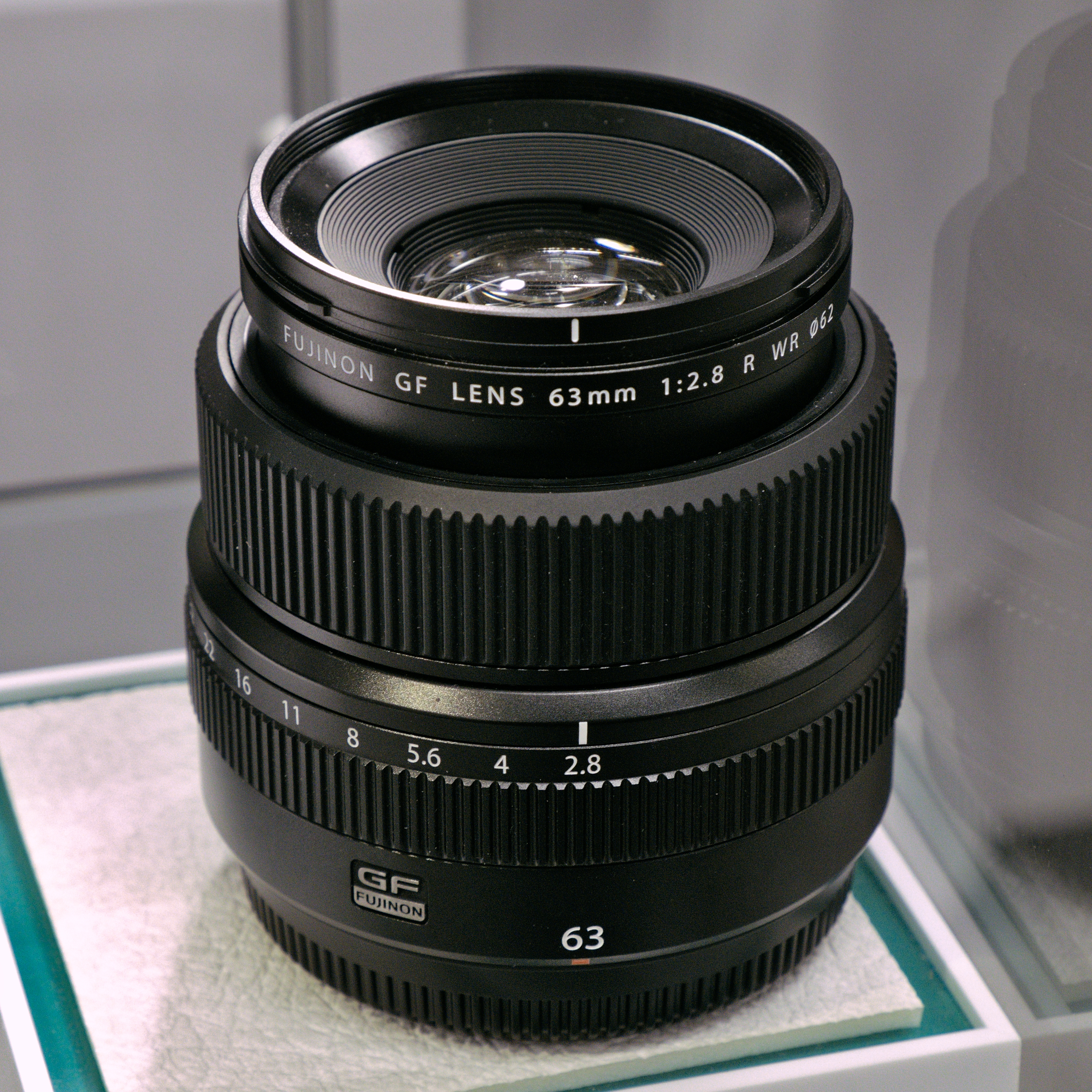
Normalobjektiv Fujinon GF 63 mm f/2.8 R WR (50 mm Kleinbildäquivalent)

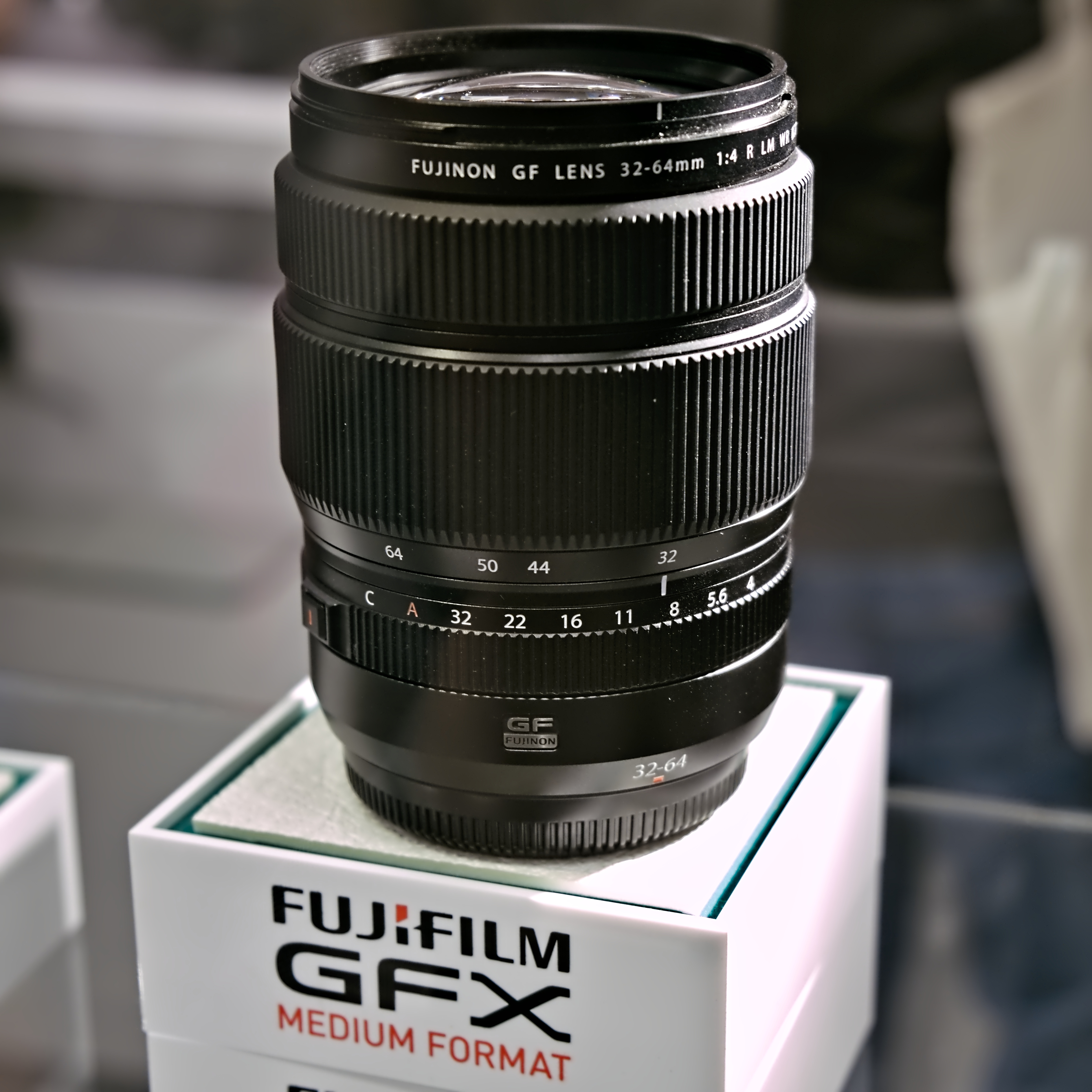
Weitwinkel-Zoomobjektiv Fujinon GF 32-64 mm f/4 R LM WR (26-51 mm Kleinbildäquivalent)

- GF 23 mm f/4 R LM WR Weitwinkelobjektiv (entspricht 18 mm Kleinbild)
- GF 30 mm f/3.5 R WR Weitwinkelobjektiv (entspricht 24 mm Kleinbild)
- GF 45 mm f/2,8 R WR Weitwinkelobjektiv (entspricht 36 mm Kleinbild)
- GF 50 mm f/3,5 R LM WR („Pancake“ in besonders flacher Bauweise; entspricht 40 mm Kleinbild)
- GF 55 mm f/1.7 R WR (entspricht 44mm Kleinbild)
- GF 63 mm f/2,8 R WR Normalobjektiv (entspricht 50 mm Kleinbild)
- GF 80 mm f/1.7 R WR (entspricht 63 mm Kleinbild)
- GF 110 mm f/2 R LM WR Porträt-Objektiv (entspricht 88 mm Kleinbild)
- GF 120 mm f/4 Macro R LM OIS WR Makro-Objektiv (entspricht 96 mm Kleinbild); maximaler Abbildungsmaßstab 1:2; Naheinstellgrenze 45 cm.
- GF 250 mm f/4 R LM OIS WR (entspricht 198 mm Kleinbild)
- GF 500 mm f/5,6 R LM OIS WR (entspricht 396 mm Kleinbild)

- GF 1,4× TC WR Telekonverter
- GF 30 mm f/5.6 T/S WR Weitwinkel-Tilt-und-Shift-Objektiv (entspricht 24 mm Kleinbild)
- GF 110 mm f/5,6 T/S Tilt-und-Shift-Macro-Objektiv (entspricht 88 mm Kleinbild); max. Maßstab 1:2

- GF 20-35 mm f/4 R WR Weitwinkelzoom (entspricht 16-28mm Kleinbild)
- GF 32-64 mm f/4 R LM WR Weitwinkelzoom (entspricht 26-51 mm Kleinbild)
- GF 35-70 mm f/4,5-5,6 WR Standardzoom (entspricht 28-55 mm Kleinbild)
- GF 45-100 mm f/4 R LM OIS WR Standardzoom (entspricht 36-79 mm Kleinbild)
- GF 100-200 mm f/5,6 R LM OIS WR Telezoom (entspricht 79-158 mm Kleinbild)

Die Kürzel des Herstellers bedeuten:
- LM: Linearmotor
- OIS: Bildstabilisierung im Objektiv (engl. optical image stabilizer)
- R: Blendenring
- WR: Wetterbeständig bzw. Staub- und Spritzwassergeschützt (engl. weather resistant)

GF-Objektive lösen bis zu 100 Megapixel auf.

### Fremdanbieter
- TTArtisan 11 mm f/2,8-Fischaugenobjektiv (entspricht 9 mm Kleinbild)[10]
- TTArtisan M 90 mm f/1,25 (entspricht 71 mm Kleinbild)
- TTArtisan 100mm f/2,8 Macro 2X
- TTArtisan 500mm f/6,3

- Venus Optics Laowa 15 mm f/4,5 Zero-D-Shift, erfordert Adapter (verzeichnungsarm, Shift-Objektiv mit bis zu ±8 mm Verschiebung, entspricht 12 mm Kleinbild)[11]
- Venus Optics Laowa 17 mm f/4 Ultra-Wide GFX Zero-D (verzeichnungsarm, entspricht 13,5 mm Kleinbild)[12]
- Venus Optics Laowa 19 mm f/2,8 Zero-D GFX (verzeichnungsarm, entspricht 15 mm Kleinbild)[13]
- Venus Optics Laowa 20 mm f/4 Zero-D Shift (verzeichnungsarm, Shift-Objektiv mit bis zu ±8 mm Verschiebung für GFX, rotierbare Streulichtblende, entspricht 16 mm Kleinbild)[14]
- Venus Optics Laowa 55mm f/2,8 Tilt-Shift 1X Macro
- Venus Optics Laowa 100mm f/2,8 Tilt-Shift 1X Macro

- AstrHori 40 mm f/5,6 (entspricht 31 mm Kleinbild)
- AstrHori 55 mm f/5,6 (entspricht 43 mm Kleinbild)
- AstrHori 75 mm f/4 (entspricht 59 mm Kleinbild)

- Irix 45 mm f/1,4 GFX (entspricht 35,5 mm Kleinbild)[15]

- Kipon Iberit 75 mm f/2,4 (entspricht 59 mm Kleinbild)[16]

- Nisi 250mm f/5,6 (Spiegellinsenobjektiv)

- Mitakon Zhongyi Speedmaster 65 mm f/1,4 (entspricht 51 mm Kleinbild)
- Mitakon Zhongyi Speedmaster 85 mm f/1,2 (entspricht 67 mm Kleinbild)
- Mitakon Zhongyi 135mm f/2,5 Creator (entspricht 107 mm Kleinbild)

### Objektivadapter
Es werden Objektivadapter angeboten, um Mittelformatobjektive anderer Hersteller an Kameras mit dem Fujifilm-G-Bajonett zu verwenden, zum Beispiel für Hasselblad V, Pentax 67 oder Mamiya 645. Auch für die Kopplung von Vollformat-Objektiven wie Leica R oder M, Canon FD oder EF oder Nikon F sind Adapter verfügbar. Wegen des größeren Bildkreises des Mittelformates kann dabei allerdings Vignettierung und Unschärfe im Randbereich auftreten.
Für einige Vollformat-Bajonette sind spezielle Telekonverter-Adapter erhältlich, welche die Benutzung unter Vermeidung einer Vignettierung erlauben. Die Brennweite wird dabei um den Faktor 1,4 verlängert, um den größeren Mittelformat-Bildkreis voll auszuleuchten; rechnerisch tritt dabei der Verlust einer Blendenstufe ein.
Es handelt sich durchwegs um passive Adapter, d. h., es findet keine elektronische Datenübertragung zwischen Objektiv und Gehäuse statt.